# В'ян
В'ян (фр. Viens) — муніципалітет у Франції, у регіоні Прованс — Альпи — Лазурний Берег, департамент Воклюз. Населення — 630 осіб (01.01.2021).
Муніципалітет розташований на відстані близько 610 км на південний схід від Парижа, 70 км на північ від Марселя, 65 км на схід від Авіньйона.

## Демографія
Динаміка населення (INSEE ):
Розподіл населення за віком та статтю (2006):
| Стать | Всього | До 15 років | 15-24 | 25-44 | 45-64 | 65-85 | Понад 85 |
| --- | ------ | ----------- | ----- | ----- | ----- | ----- | -------- |
| Чоловіки | 236    | 44          | 16    | 48    | 68    | 56    | 4        |
| Жінки | 324    | 56          | 20    | 80    | 64    | 96    | 8        |
| \| Статево-вікова піраміда \| Статево-вікова піраміда \| Статево-вікова піраміда \| \| ----------------------- \| ----------------------- \| ----------------------- \| \| Чоловіки \| Вік \| Жінки \| \| 4 \| 85 + \| 8 \| \| 8 \| 80-84 \| 20 \| \| 8 \| 75-79 \| 28 \| \| 20 \| 70-74 \| 16 \| \| 20 \| 65-69 \| 32 \| \| 12 \| 60-64 \| 16 \| \| 20 \| 55-59 \| 28 \| \| 16 \| 50-54 \| 12 \| \| 20 \| 45-49 \| 8 \| \| 12 \| 40-44 \| 12 \| \| 24 \| 35-39 \| 32 \| \| 4 \| 30-34 \| 32 \| \| 8 \| 25-29 \| 4 \| \| 12 \| 20-24 \| 12 \| \| 4 \| 15-20 \| 8 \| \| 16 \| 10-14 \| 16 \| \| 12 \| 5-9 \| 36 \| \| 16 \| 0-4 \| 4 \| |        |             |       |       |       |       |          |
| Статево-вікова піраміда |        |             |       |       |       |       |          |
| Чоловіки | Вік    | Жінки       |       |       |       |       |          |
| 4 | 85 +   | 8           |       |       |       |       |          |
| 8 | 80-84  | 20          |       |       |       |       |          |
| 8 | 75-79  | 28          |       |       |       |       |          |
| 20 | 70-74  | 16          |       |       |       |       |          |
| 20 | 65-69  | 32          |       |       |       |       |          |
| 12 | 60-64  | 16          |       |       |       |       |          |
| 20 | 55-59  | 28          |       |       |       |       |          |
| 16 | 50-54  | 12          |       |       |       |       |          |
| 20 | 45-49  | 8           |       |       |       |       |          |
| 12 | 40-44  | 12          |       |       |       |       |          |
| 24 | 35-39  | 32          |       |       |       |       |          |
| 4 | 30-34  | 32          |       |       |       |       |          |
| 8 | 25-29  | 4           |       |       |       |       |          |
| 12 | 20-24  | 12          |       |       |       |       |          |
| 4 | 15-20  | 8           |       |       |       |       |          |
| 16 | 10-14  | 16          |       |       |       |       |          |
| 12 | 5-9    | 36          |       |       |       |       |          |
| 16 | 0-4    | 4           |       |       |       |       |          |

## Економіка
2010 року серед 347 осіб працездатного віку (15—64 років) 229 були активними, 118 — неактивними (показник активності 66,0%, у 1999 році було 66,9%). З 229 активних мешканців працювало 200 осіб (109 чоловіків та 91 жінка), безробітними було 29 (15 чоловіків та 14 жінок). Серед 118 неактивних 26 осіб було учнями чи студентами, 58 — пенсіонерами, 34 були неактивними з інших причин.

У 2010 році в муніципалітеті числилось 275 оподаткованих домогосподарств, у яких проживали 584,0 особи, медіана доходів виносила 16 379 євро на одного особоспоживача

## Галерея

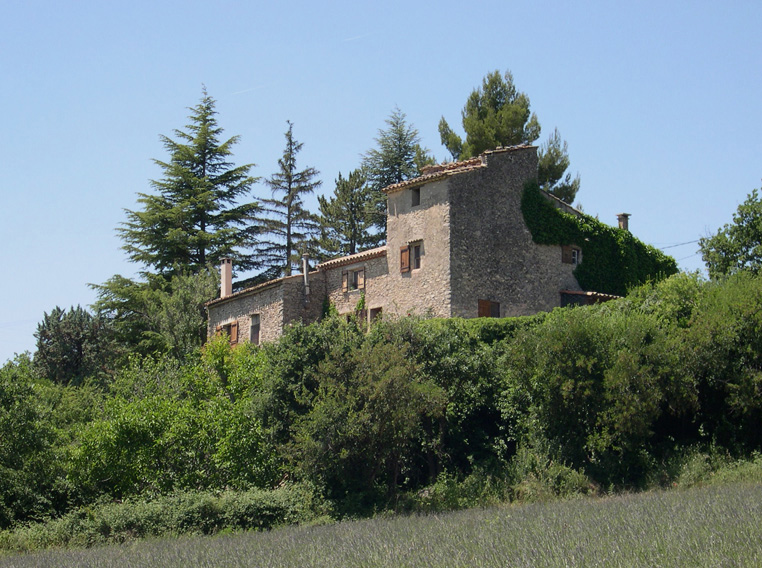
Мас — традиційний сільський будинок XVIII століття біля В'яна
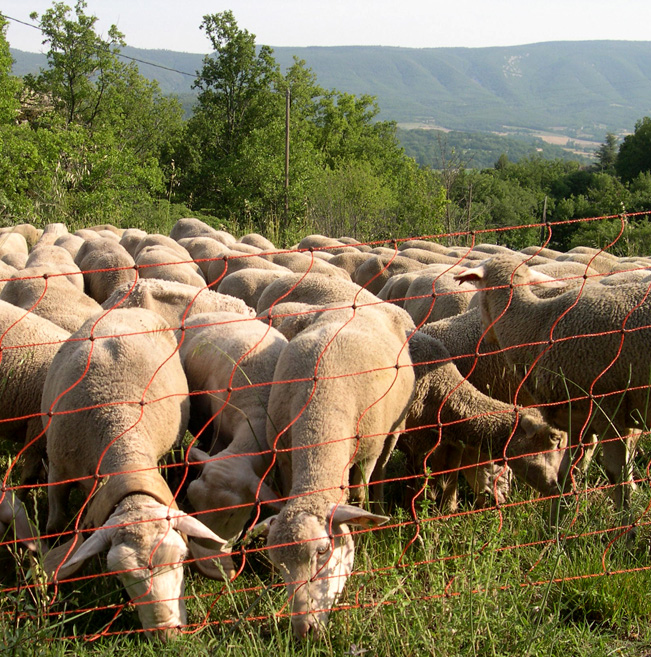
Овеча ферма біля містечка
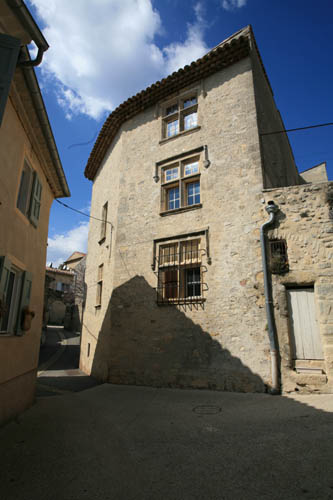
Будинок XVI століття
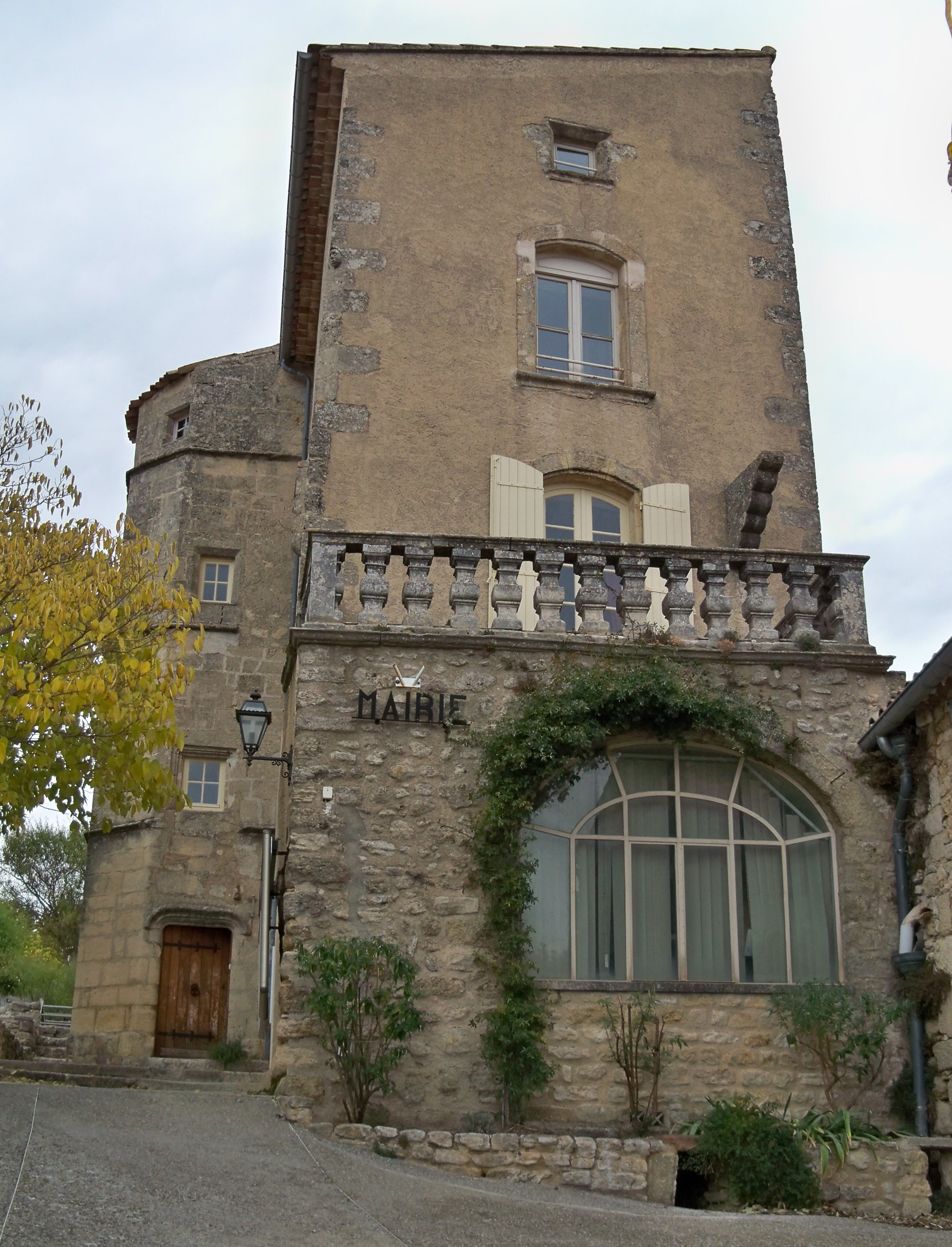
Мерія
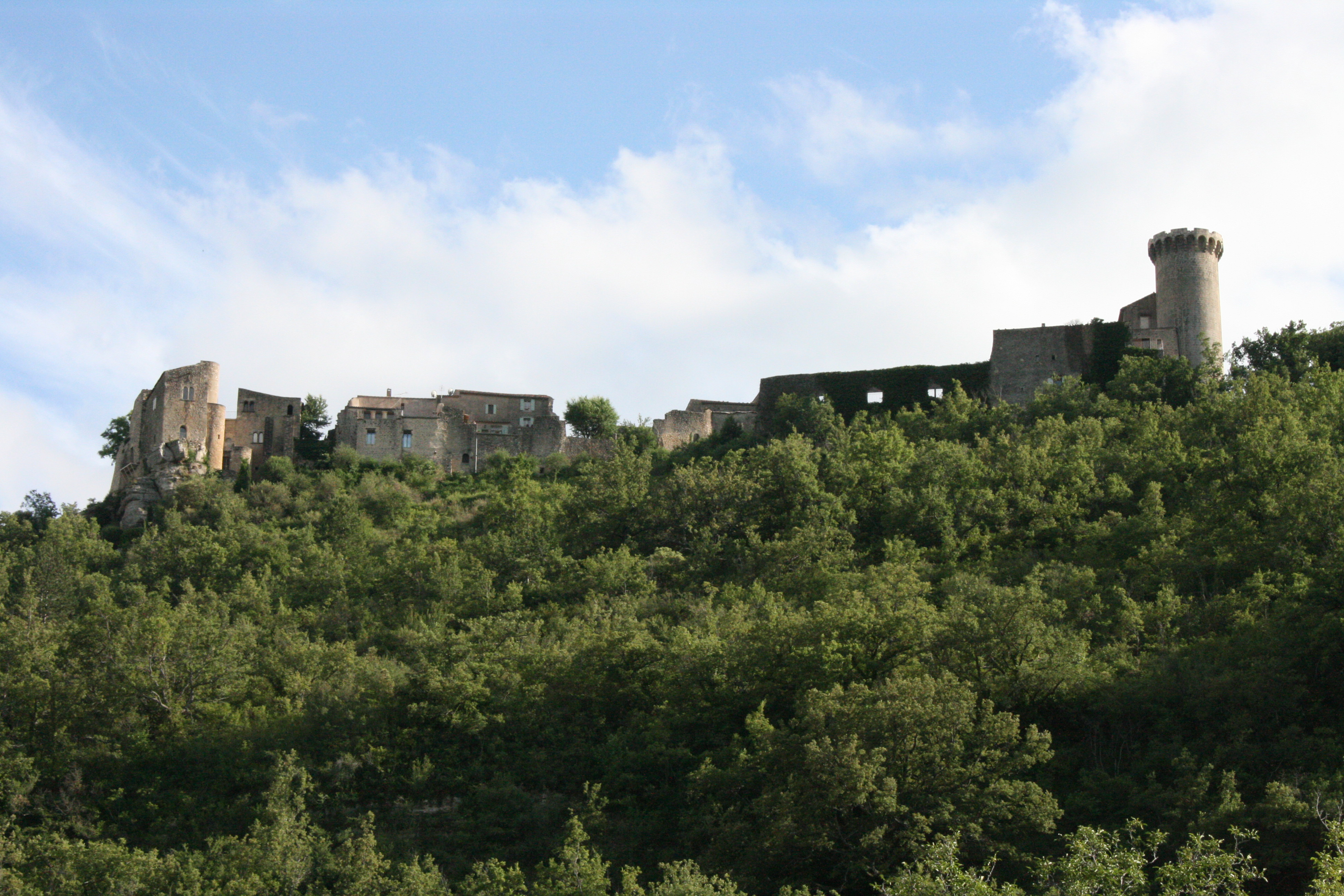
Замок на горі
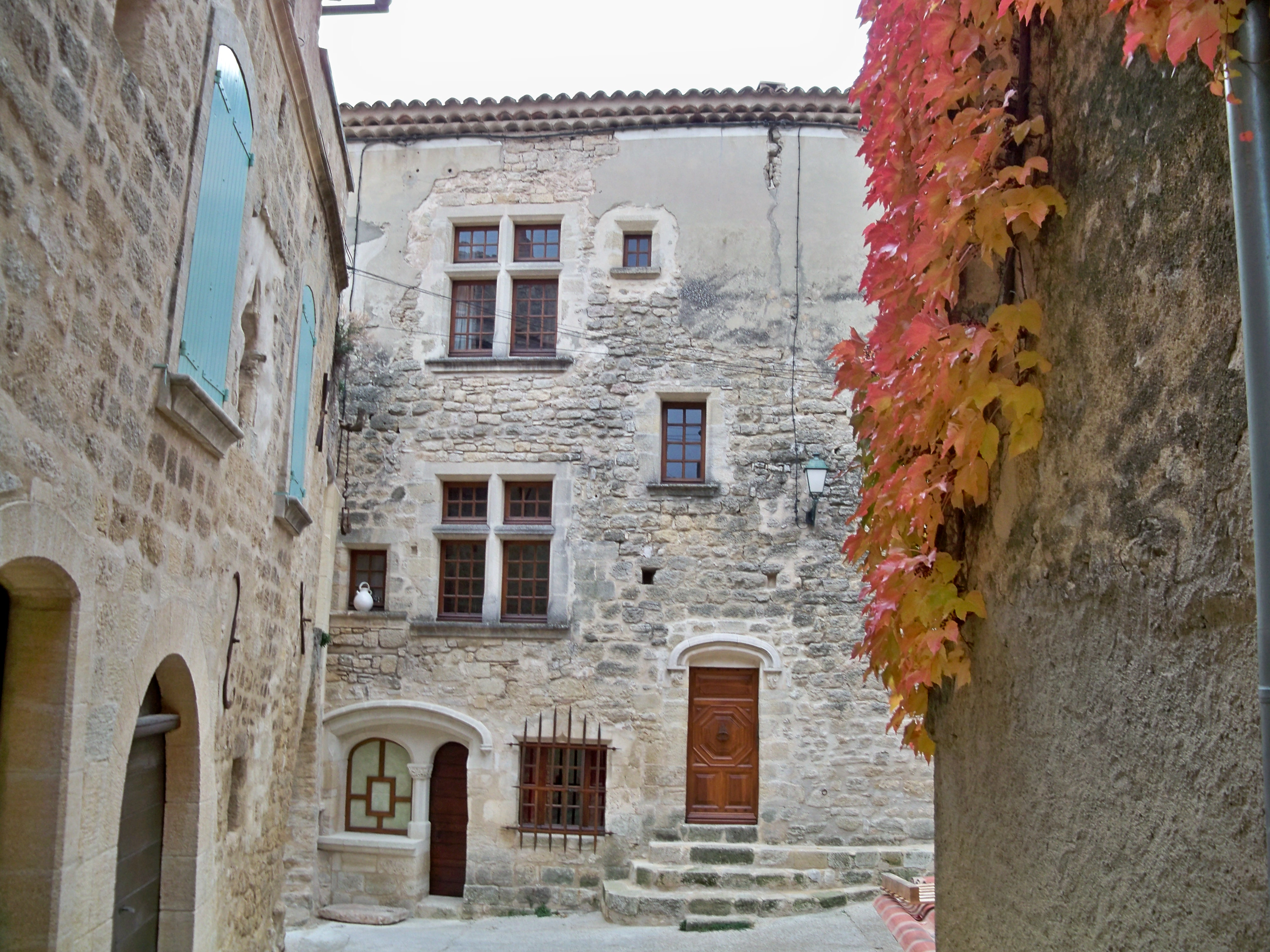
Будинок вдворі
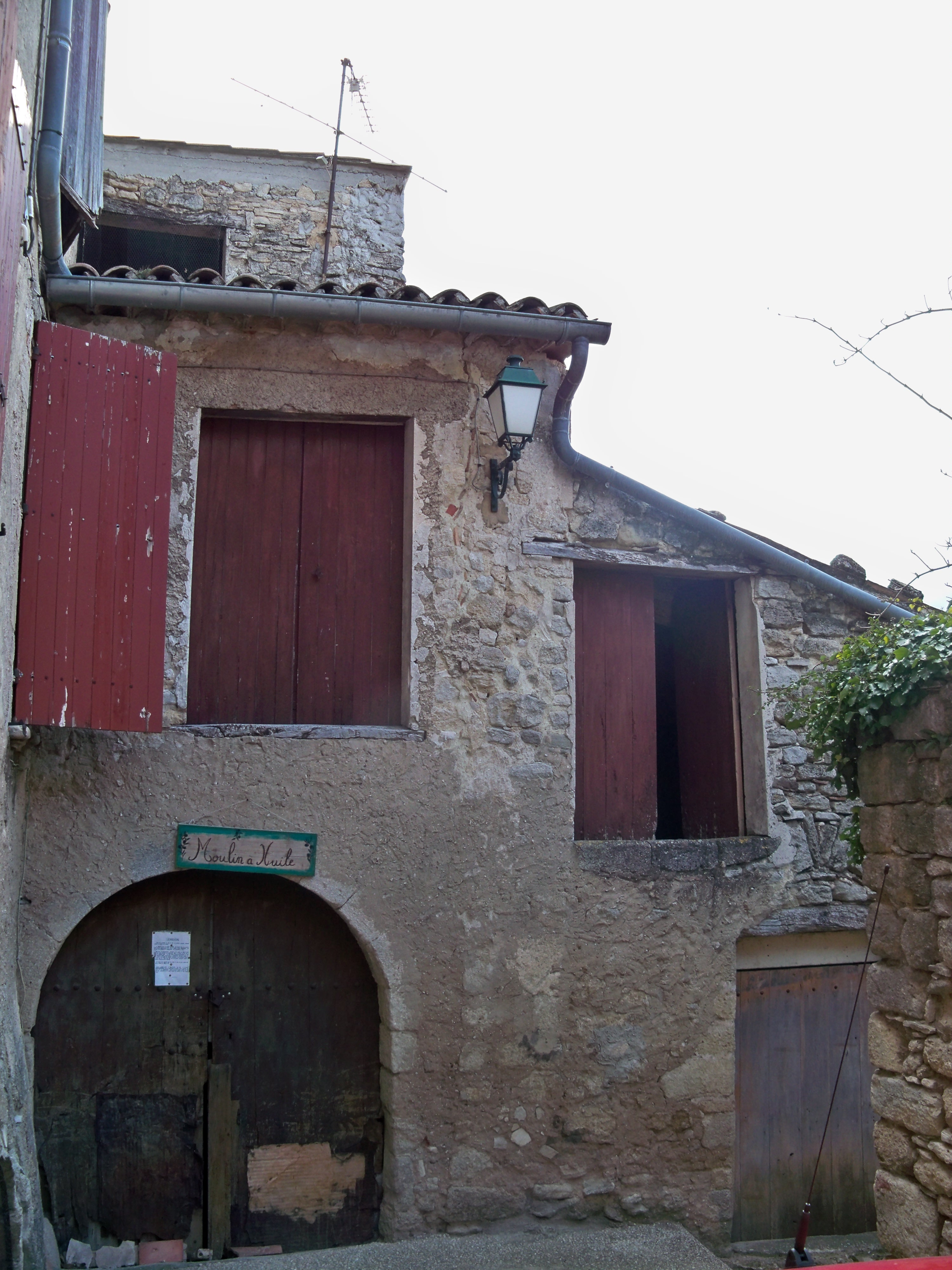
Давня маслобійня
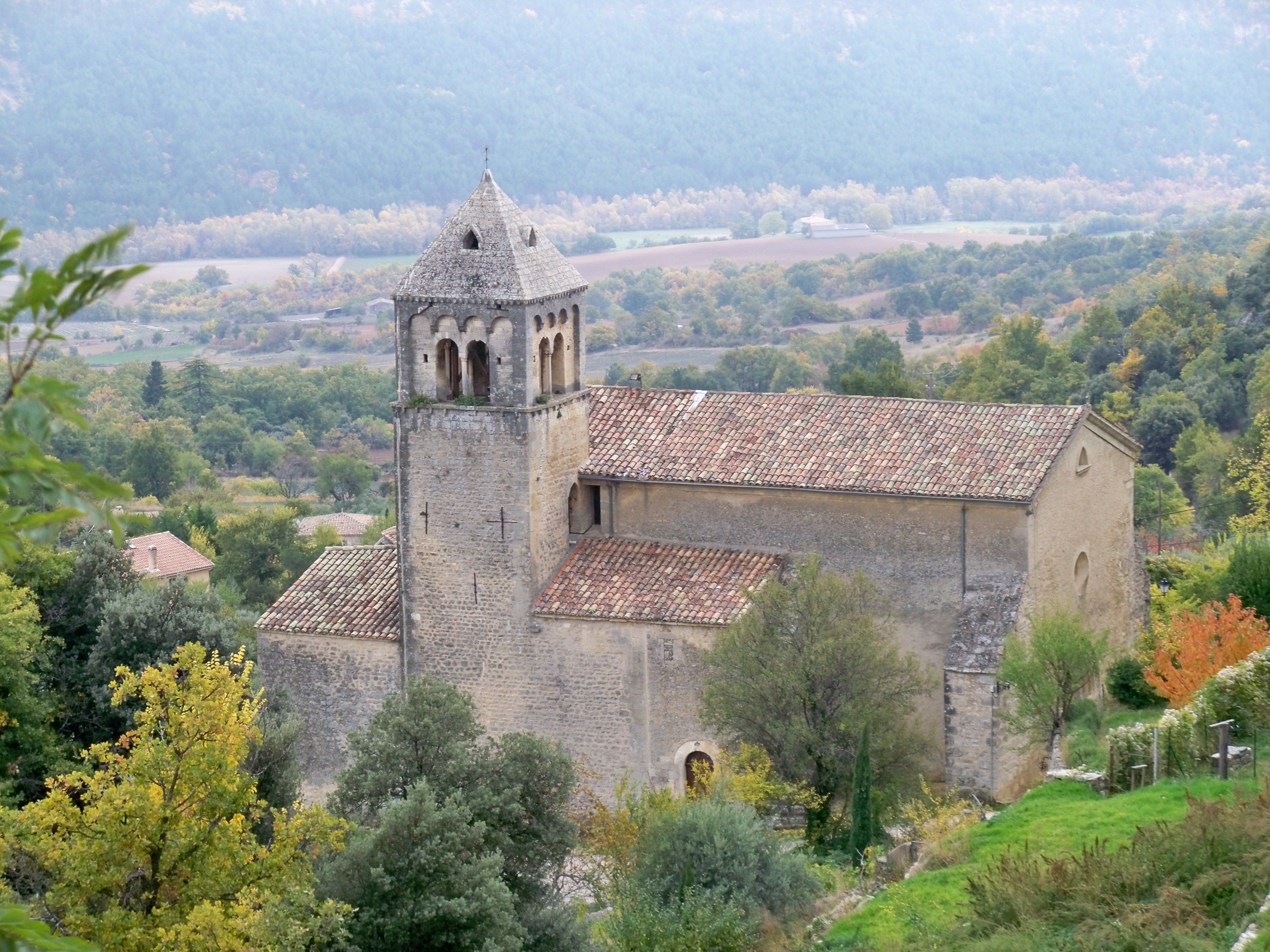
Церква Сен-Ілер у В'яні. Збудована у XII столітті
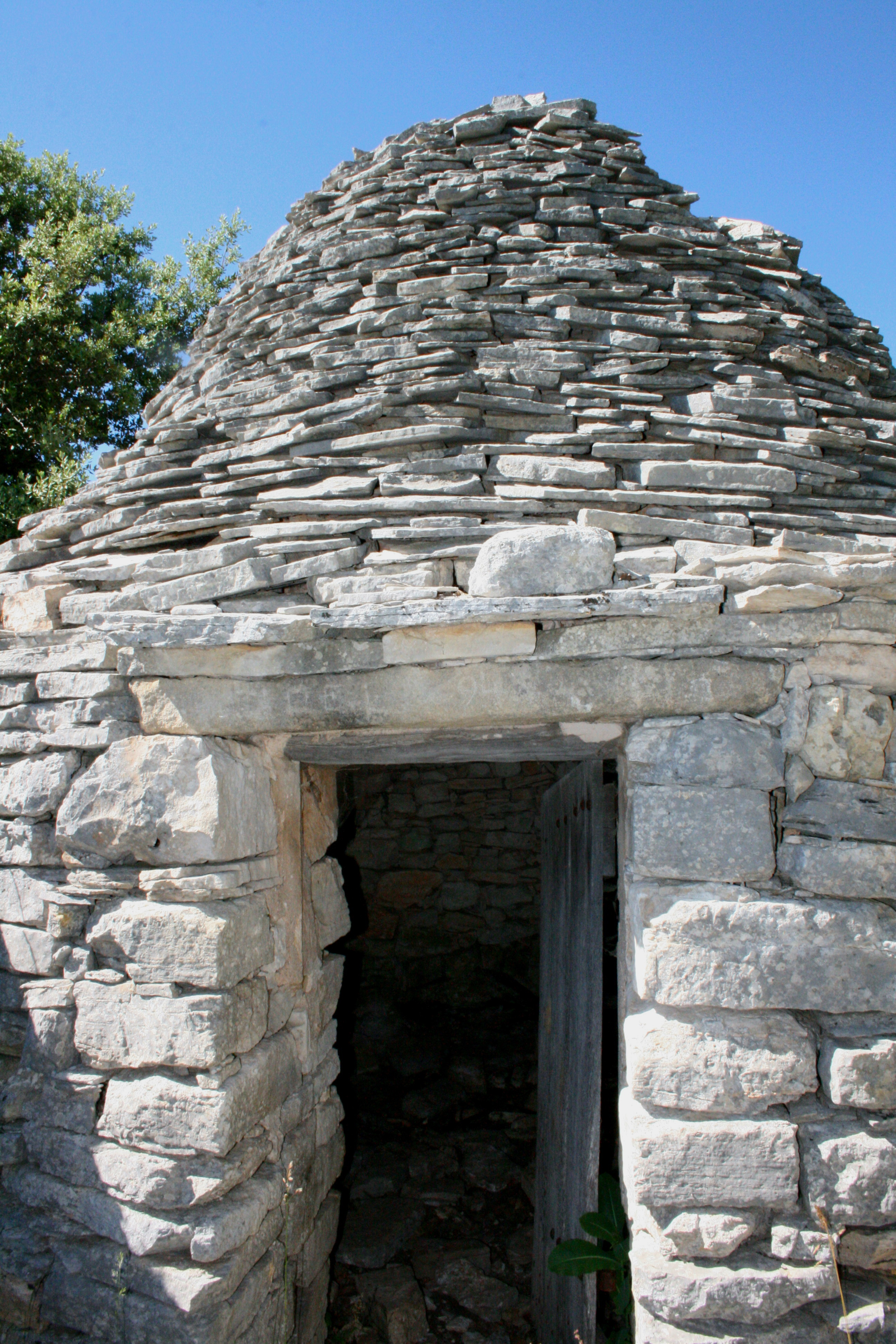
Борі (будинок із сухої кладки)
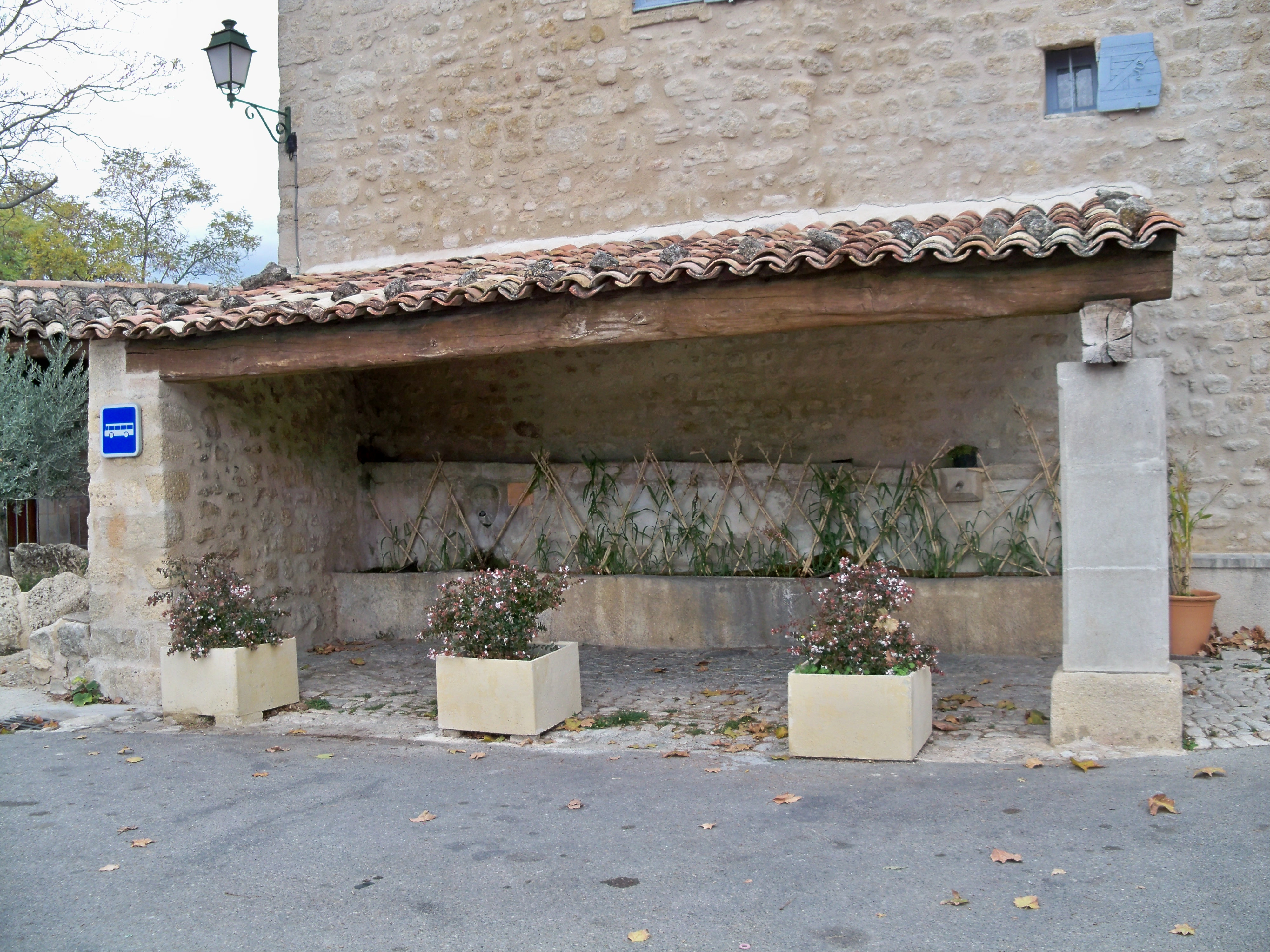
Лавуар (пральня)
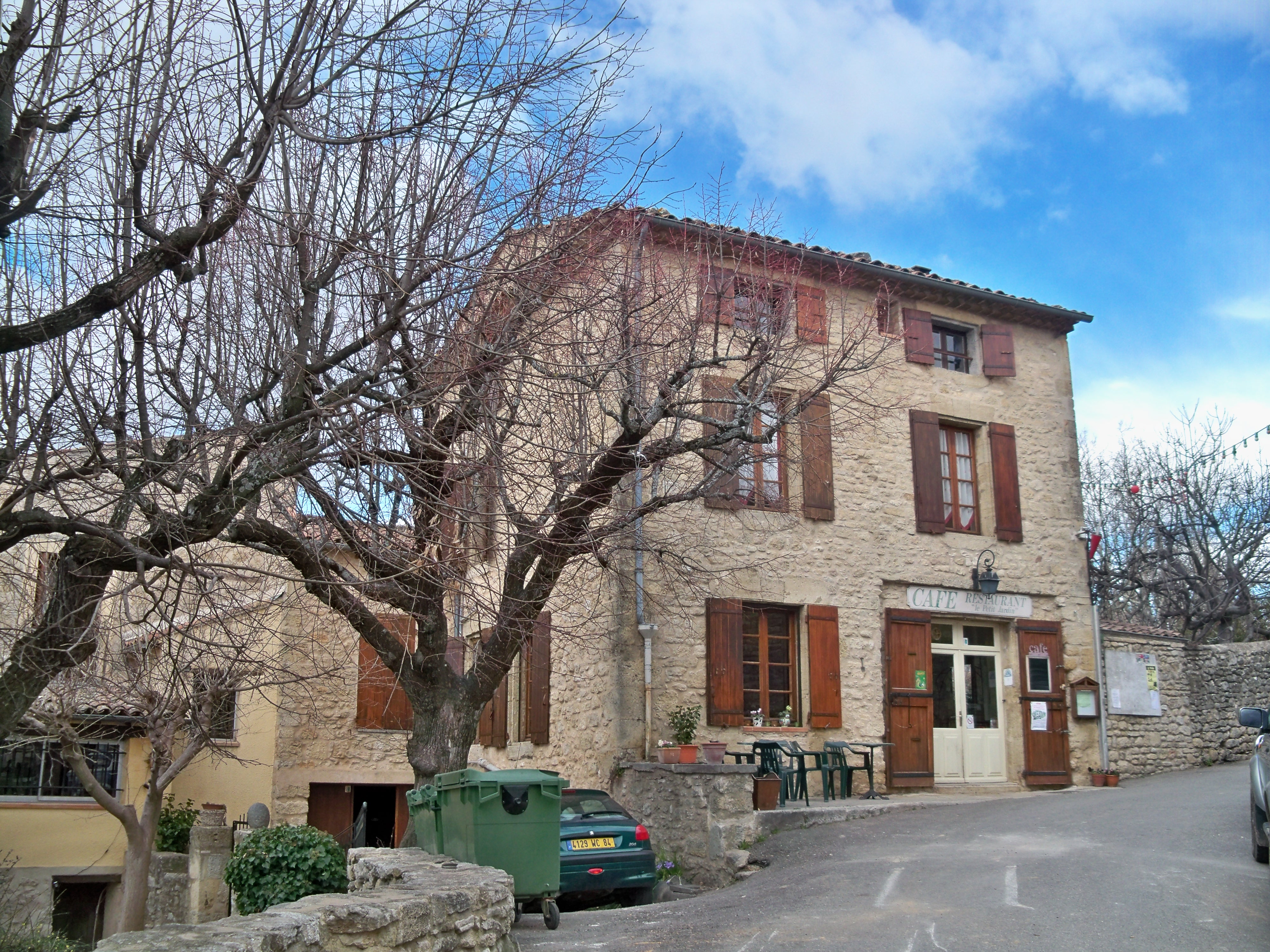
Кафе
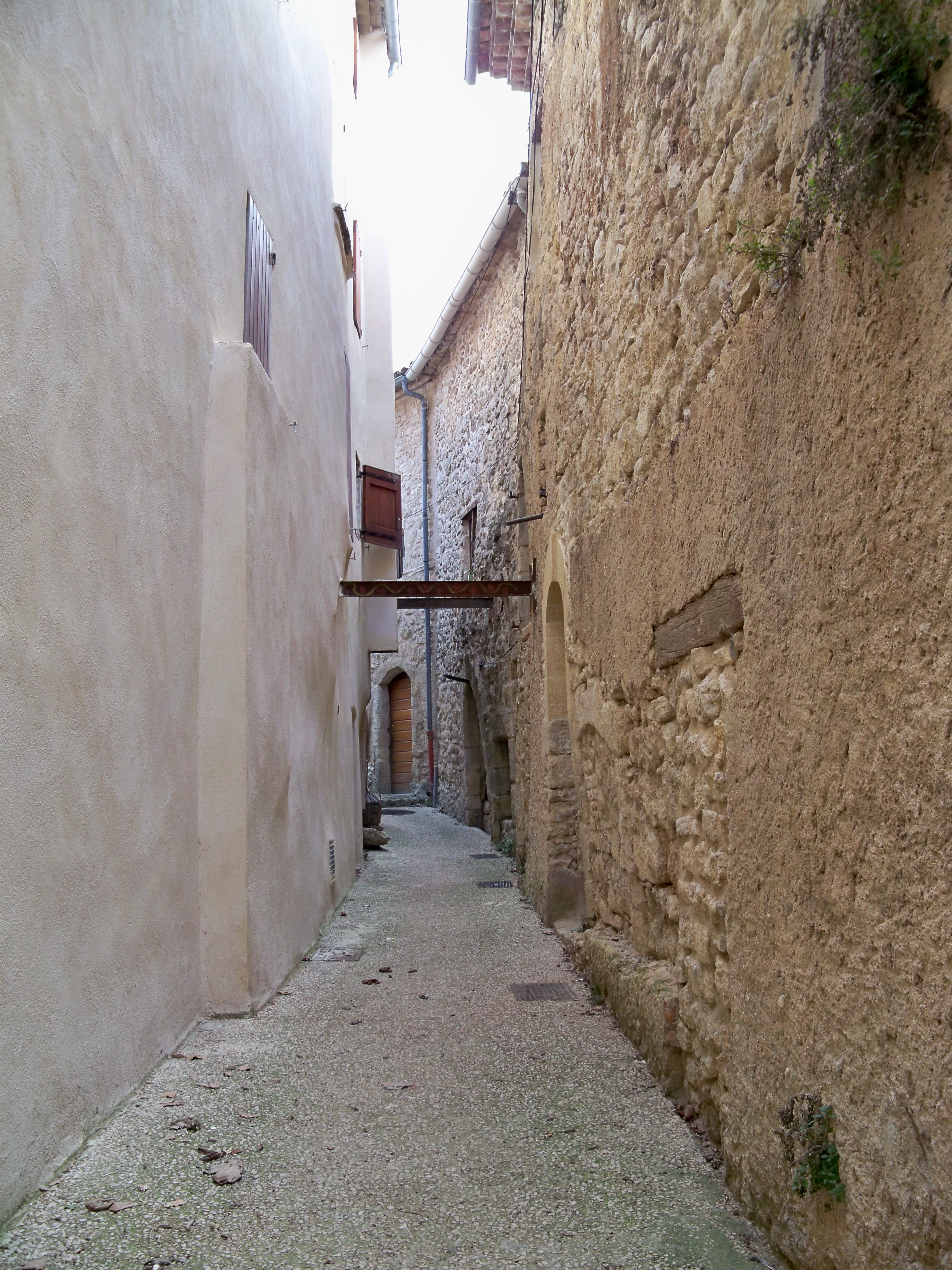
Вузенька вуличка у місті